# Ludza (rivière)
La Ludza (en letton : Ludza, en russe : Лжа, Lja) est une rivière de 156 km de long de l'est de l'Europe. Elle est située en Lettonie et en Russie dans l'Oblast de Pskov. Une partie de la Ludza forme la frontière internationale entre la Lettonie et la Russie. Elle se jette dans la Ritupe, près de Ludza, en Lettonie.